# Kynek
Kynek (maďarsky Könyök) je městská část Nitry (Slovensko). Jeho rozloha je 5,1 km². Žije zde 942 obyvatel (2020). Součástí Nitry je od roku 1960, předtím byl samostatnou obcí.

## Poloha
Kynek leží 5 km severozápadně od města Nitra, v severní oblasti Nitranské pahorkatiny. Jihozápadně leží Kynecký les. Středem obce protéká Kynecký potok, který sbírá vodu z pramenů Kyneckého lesa a Šúdolské doliny.

## Historie
Obec byla zmíněna v listině datované rokem 1006; později se však zjistilo že tato listina je padělek z 18. století a tak první platnou písemnou zmínkou je zápis z roku 1246, v kterém je obec uváděna pod názvem Kuniuk. Původně Kynek patřil královskému Nitranskému hradu, později byl majetkem ostřihomského arcibiskupa. V roce 1452 se obec nazývala Kewnewk a patřila Mikulášovi Šuranskému. V roce 1598 obec zpustošili krymští Tataři, kteří byli součástí tureckého vojska. V roce 1664 byla obec stále zpustlá a byl jen osadou nedaleké obce Lehota. V roce ji arcibiskup Juraj Pohronec-Slepčiansky testamentem odkázal nitranské kapitule. V roce 1694 se v obci usadili Užovičovci a postupně se stali majiteli panství.
V roce 1980 Rada Okresního národního výboru v Nitře schválila dokument Preventivní opatření ochrany přírody okresu Nitra. Území Kyneku je v ní zařazeno v kategorii C, čili lze zde vykonávat činnost pouze se souhlasem státní ochrany přírody.

## Památky
- Kaštel ze začátku 19. století – obklopuje jej anglický park
- Kostel Všech svatých – je zmiňován již v roce 1257, byl obnoven v roce 1728, je zařazen mezi kulturní památky